# 51e législature de la Chambre des représentants de Belgique
5 juin 2003 -  28 juin 2007
50e 52e
Palais de la Nation, Bruxelles.
La 51e législature de la Chambre des représentants de Belgique a commencé le 5 juin 2003 et s'est terminée le 28 juin 2007. Elle englobe le gouvernement gouvernement Verhofstadt II. Durant cette législature, la chambre était composée des membres suivants :

## Bureau
- Président : Herman De Croo (Open VLD),
- 1er vice-président : Jean-Pol Henry (Parti Socialiste),
- 2d vice-présidente : Olivier Chastel (Mouvement réformateur).
- Autres vice-présidents:
  - Paul Tant (CD&V)
  - Geert Lambert (SP.A-Spirit)

## Partis francophones (62)

### Parti Socialiste(25)
| Nom                                                                          | En remplacement de | Circonscription       | Fonction       |
| ---------------------------------------------------------------------------- | ------------------ | --------------------- | -------------- |
| Talbia Belhouari                                                             |                    | BHV                   |                |
| Mohammed Boukourna                                                           |                    | BHV                   |                |
| Colette Burgeon                                                              |                    | Hainaut (province)    |                |
| Jacques Chabot                                                               |                    | Liège (province)      |                |
| Bruno Van Grootenbrulle (26.6.2003-18.7.2004) Alisson De Clercq (21.7.2004-) | Marie Arena        | Hainaut (province)    |                |
| Jean-Marc Delizée                                                            |                    | Namur (province)      |                |
| Valérie Déom                                                                 |                    | Namur (province)      |                |
| Camille Dieu                                                                 |                    | Hainaut (province)    |                |
| Elio Di Rupo                                                                 |                    | Hainaut (province)    |                |
| André Frédéric                                                               |                    | Liège (province)      |                |
| Véronique Ghenne (1.7.2004-)                                                 | André Flahaut      | Brabant wallon        |                |
| Thierry Giet                                                                 | José Happart       | Liège (province)      | chef de groupe |
| Jean-Pol Henry                                                               |                    | Hainaut (province)    |                |
| Karine Lalieux                                                               |                    | BHV                   |                |
| Marie-Claire Lambert                                                         |                    | Liège (province)      |                |
| Jean-Claude Maene                                                            |                    | Namur (province)      |                |
| Eric Massin                                                                  |                    | Hainaut (province)    |                |
| Alain Mathot                                                                 | Anne-Marie Lizin   | Liège (province)      |                |
| Yvan Mayeur                                                                  |                    | BHV                   |                |
| Patrick Moriau                                                               |                    | Hainaut (province)    |                |
| Sophie Pécriaux                                                              |                    | Hainaut (province)    |                |
| André Perpète                                                                |                    | Luxembourg (province) |                |
| Annick Saudoyer                                                              |                    | Hainaut (province)    |                |
| Alisson De Clercq (26.6.2003-18.7.2004) Bruno Van Grootenbrulle (21.7.2004-) | Rudy Demotte       | Hainaut (province)    |                |
| Danielle Van Lombeek-Jacobs (26.6.2003-)                                     | Michel Daerden     | Liège (province)      |                |

### Mouvement réformateur(24+1)
| Nom                                                                                 | En remplacement de  | Circonscription       | Fonction       |
| ----------------------------------------------------------------------------------- | ------------------- | --------------------- | -------------- |
| Daniel Bacquelaine                                                                  |                     | Liège (province)      | chef de groupe |
| Anne Barzin                                                                         |                     | Namur (province)      |                |
| François Bellot                                                                     |                     | Namur (province)      |                |
| Pierrette Cahay-André                                                               |                     | Liège (province)      |                |
| Olivier Chastel                                                                     |                     | Hainaut (province)    |                |
| Françoise Colinia                                                                   | Hervé Hasquin       | Hainaut (province)    |                |
| Philippe Collard                                                                    |                     | Luxembourg (province) |                |
| Alain Courtois (1.7.2004-)                                                          | Martine Payfa       | BHV                   |                |
| Valérie De Bue                                                                      |                     | Brabant wallon        |                |
| François-Xavier de Donnea                                                           |                     | BHV                   |                |
| Robert Denis                                                                        |                     | Liège (province)      |                |
| Corinne De Permentier                                                               |                     | BHV                   |                |
| Daniel Ducarme remplacé (26.6.2003-12.2.2004) par Alain Courtois                    |                     | BHV                   |                |
| Denis Ducarme                                                                       | Chantal Bertouille  | Hainaut (province)    |                |
| Richard Fournaux (ex-cdH)                                                           |                     | Namur (province)      |                |
| Jacqueline Galant                                                                   |                     | Hainaut (province)    |                |
| Luc Gustin (1.7.2004)                                                               | Didier Reynders     | Liège (province)      |                |
| Josée Lejeune (14.7.2003-)                                                          | Sabine Laruelle     | Liège (province)      |                |
| Alain Courtois (19.2.2004-28.6.2004) Éric Libert (14.7.2003-12.2.2004 et 1.7.2004-) | Jacques Simonet (†) | BHV                   |                |
| Olivier Maingain                                                                    |                     | BHV                   |                |
| Jean-Pierre Malmendier                                                              |                     | Brabant wallon        |                |
| Marie-Christine Marghem                                                             |                     | Hainaut (province)    |                |
| Philippe Monfils                                                                    |                     | Liège (province)      |                |
| Dominique Tilmans                                                                   |                     | Luxembourg (province) |                |
| Serge Van Overtveldt (26.6.2003-18.7.2004)                                          | Charles Michel      | Brabant wallon        |                |

### Centre démocrate humaniste(8-1)
| Nom                                                | En remplacement de         | Circonscription       | Fonction       |
| -------------------------------------------------- | -------------------------- | --------------------- | -------------- |
| Josy Arens                                         |                            | Luxembourg (province) |                |
| Benoît Drèze (1.7.2004-)                           | Louis Smal                 | Liège (province)      |                |
| David Lavaux (11.1.2007-)                          | Jean-Jacques Viseur        | Hainaut (province)    |                |
| Joëlle Milquet                                     |                            | BHV                   |                |
| David Lavaux (21.4.2005-11.1.2007) Catherine Fonck | Anne-Marie Corbisier-Hagon | Hainaut (province)    |                |
| Melchior Wathelet                                  |                            | Liège (province)      | chef de groupe |
| Brigitte Wiaux (21.7.2004-)                        | Raymond Langendries        | Brabant wallon        |                |

### Ecolo(4)
| Nom            | En remplacement de | Circonscription    | Fonction |
| -------------- | ------------------ | ------------------ | -------- |
| Zoé Genot      | Olivier Deleuze    | BHV                |          |
| Muriel Gerkens |                    | Liège (province)   |          |
| Marie Nagy     |                    | BHV                |          |
| Gérard Gobert  | Jean-Marc Nollet   | Hainaut (province) |          |

### Front national(1)
1. Patrick Cocriamont (1.7.2004) remplace Daniel Féret

## Partis flamands (88)

### Vlaamse Liberalen en Democraten(25)
| Nom | En remplacement de    | Circonscription     | Fonction       |
| --- | --------------------- | ------------------- | -------------- |
| Filip Anthuenis |                       | Flandre-Orientale   |                |
| Yolande Avontroodt                                                                                                  |                       | Anvers (province)   |                |
| Alfons Borginon | Marleen Vanderpoorten | Anvers (province)   |                |
| Miguel Chevalier (14.7.2003-21.7.2004) Vincent Van Quickenborne (22.7.2004-29.7.2004) Miguel Chevalier (30.7.2004-) | Marc Verwilghen       | Flandre-Occidentale |                |
| Willy Cortois |                       | BHV                 |                |
| Rik Daems |                       | Louvain             | chef de groupe |
| Maggie De Block |                       | BHV                 |                |
| Herman De Croo |                       | Flandre-Orientale   |                |
| Guido De Padt |                       | Flandre-Orientale   |                |
| Georges Lenssen (14.7.2003-8.3.2006) Jacques Germeaux (8.3.2006-)                                                   | Patrick Dewael        | Limbourg (province) |                |
| Hilde Dierickx |                       | Flandre-Orientale   |                |
| Stef Goris |                       | Louvain             |                |
| Guy Hove (21.7.2004-)                                                                                               | Karel De Gucht        | Flandre-Orientale   |                |
| Sabien Lahaye-Battheu                                                                                               |                       | Flandre-Occidentale |                |
| Pierre Lano |                       | Flandre-Occidentale |                |
| Claude Marinower |                       | Anvers (province)   |                |
| Guy Hove (14.7.2003-18.7.2004) Ingrid Meeus (30.7.2004-)                                                            | Fientje Moerman       | Flandre-Orientale   |                |
| Georges Lenssen (8.3.2006-)                                                                                         | Karel Pinxten         | Limbourg (province) |                |
| Martine Taelman | Margriet Hermans      | Anvers (province)   |                |
| Bart Tommelein |                       | Flandre-Occidentale |                |
| Annemie Turtelboom                                                                                                  | Bart Somers           | Anvers (province)   |                |
| Luk Van Biesen |                       | BHV                 |                |
| Ludo Van Campenhout                                                                                                 |                       | Anvers (province)   |                |
| Hilde Vautmans |                       | Limbourg (province) |                |
| Geert Versnick | Guy Verhofstadt       | Flandre-Orientale   |                |

### SP.A-Spirit(23)
| Nom | En remplacement de    | Circonscription     | Fonction |
| --- | --------------------- | ------------------- | -------- |
| Bert Anciaux remplacé (14 juillet 2003-18 juillet 2004) par Walter Muls                                                                |                       | BHV                 |          |
| Anne-Marie Baeke (7 décembre 2006-) | Hilde Claes           | Limbourg (province) |          |
| Stijn Bex (14 octobre 2003) | Saïd El Khadraoui     | Louvain             |          |
| Cemal Çavdarlı (14 juillet 2003-15 septembre 2004) Dylan Casaer (15 septembre 2004-)                                                   | Freya Van den Bossche | Flandre-Orientale   |          |
| Cemal Çavdarlı (15 septembre 2004) | Daan Schalck          | Flandre-Occidentale |          |
| Philippe De Coene |                       | Flandre-Occidentale |          |
| Koen T'Sijen (14 juillet 2003-25 septembre 2003) Inga Verhaert (8 juillet 2004-1er décembre 2006) Monica De Coninck (7 décembre 2006-) | Anissa Temsamani,     | Anvers (province)   |          |
| Magda De Meyer |                       | Flandre-Orientale   |          |
| Maya Detiège | Kathleen Van Brempt   | Anvers (province)   |          |
| Dalila Douifi |                       | Flandre-Occidentale |          |
| David Geerts) (8 juillet 2004) | Patrick Janssens      | Anvers (province)   |          |
| Geert Lambert | Renaat Landuyt        | Flandre-Occidentale |          |
| Yvette Mues (7 décembre 2006) | Karine Jiroflée       | Louvain             |          |
| Jan Peeters |                       | Anvers (province)   |          |
| Anne-Marie Baeke (14 juillet 2003-7 décembre 2006) Magda Raemaekers (7 décembre 2006-)                                                 | Peter Vanvelthoven    | Limbourg (province) |          |
| Annemie Roppe | Steve Stevaert        | Limbourg (province) |          |
| Annelies Storms | Paul Van Grembergen   | Flandre-Orientale   |          |
| Guy Swennen |                       | Limbourg (province) |          |
| Dirk Van der Maelen |                       | Flandre-Orientale   |          |
| Greet van Gool |                       | Anvers (province)   |          |
| Els Van Weert |                       | Anvers (province)   |          |
| Frank Vandenbroucke remplacé par Hans Bonte (14 juillet 2003-18 juillet 2004)                                                          |                       | BHV                 |          |
| Johan Vande Lanotte remplacé par Patrick Lansens (14 juillet 2003-17 octobre 2005)                                                     |                       | Flandre-Occidentale |          |

### Christen-Democratisch en Vlaams(21)
| Nom                           | En remplacement de | Circonscription     | Fonction       |
| ----------------------------- | ------------------ | ------------------- | -------------- |
| Hendrik Bogaert               | Stefaan De Clerck  | Flandre-Occidentale |                |
| Simonne Blondé-Creyf          |                    | BHV                 |                |
| Dirk Claes                    |                    | Louvain             |                |
| Pieter De Crem                |                    | Flandre-Orientale   | chef de groupe |
| Roel Deseyn                   |                    | Flandre-Occidentale |                |
| Carl Devlies                  |                    | Louvain             |                |
| Greta D'hondt                 |                    | Flandre-Orientale   |                |
| Luc Goutry                    |                    | Flandre-Occidentale |                |
| Theo Kelchtermans             |                    | Limbourg (province) |                |
| Nahima Lanjri                 |                    | Anvers (province)   |                |
| Nathalie Muylle (8.7.2004)    | Yves Leterme       | Flandre-Occidentale |                |
| Trees Pieters                 |                    | Flandre-Occidentale |                |
| Katrien Schryvers (13.1.2005) | Jos Ansoms         | Anvers (province)   |                |
| Paul Tant                     |                    | Flandre-Orientale   |                |
| Jef Van den Bergh (8.7.2004)  | Inge Vervotte      | Anvers (province)   |                |
| Liesbeth Van der Auwera       |                    | Limbourg (province) |                |
| Jo Vandeurzen                 |                    | Limbourg (province) |                |
| Tony Van Parys                |                    | Flandre-Orientale   |                |
| Herman Van Rompuy             |                    | BHV                 |                |
| Mark Verhaegen                |                    | Anvers (province)   |                |
| Servais Verherstraeten        |                    | Anvers (province)   |                |

### Vlaams Belang(18)
| Nom                            | En remplacement de   | Circonscription     | Fonction       |
| ------------------------------ | -------------------- | ------------------- | -------------- |
| Gerolf Annemans                |                      | Anvers (province)   | chef de groupe |
| Koen Bultinck                  |                      | Flandre-Occidentale |                |
| Nancy Caslo                    |                      | Anvers (province)   |                |
| Alexandra Colen                |                      | Anvers (province)   |                |
| Filip De Man                   |                      | BHV                 |                |
| Ortwin Depoortere (8.07.2004-) | Gerda Van Steenberge | Flandre-Orientale   |                |
| Guy D'haeseleer                |                      | Flandre-Orientale   |                |
| Marleen Govaerts               |                      | Limbourg (province) |                |
| Hagen Goyvaerts                |                      | Louvain             |                |
| Bart Laeremans                 |                      | BHV                 |                |
| Jan Mortelmans                 |                      | Anvers (province)   |                |
| Staf Neel                      |                      | Anvers (province)   |                |
| Bert Schoofs                   |                      | Limbourg (province) |                |
| Luc Sevenhans                  | Filip Dewinter       | Anvers (province)   |                |
| Guido Tastenhoye               |                      | Anvers (province)   |                |
| Jaak Van den Broeck            |                      | Flandre-Orientale   |                |
| Francis Van den Eynde          |                      | Flandre-Orientale   |                |
| Frieda Van Themsche            | Frank Vanhecke       | Flandre-Occidentale |                |

### Nieuw-Vlaamse Alliantie(1)
1. Patrick De Groote (30.7.2004) remplace Geert Bourgeois[1]